# Moraleja de Cuéllar
Moraleja de Cuéllar es una población situada en la provincia de Segovia, comunidad autónoma de Castilla y León, España. Actualmente está integrada como pedanía en el municipio de Olombrada. 
Forma parte de la Comunidad de Villa y Tierra de Cuéllar, dentro del Sexmo de Hontalbilla.

## Historia

### sigloXIX
Por entonces contaba con unos 200 habitantes y 60 casas. Tenía ayuntamiento (que era a su vez cárcel), iglesia con párroco y escuela con maestro. Su industria se basaba en la agricultura (trigo, cebada, centeno, avena, garbanzos, otras legumbres y rubia) y, por aquel entonces, existían algunos telares. Además tenía ganadería (ganado churro y vacuno) y caza menor (liebres, conejos y perdices).

Podemos hacernos una idea de la vida del pueblo a mediados del siglo XIX gracias a la descripción detallada que figura en el Diccionario geográfico-estadístico-histórico de España y sus posesiones de Ultramar, de Pascual Madoz:

Moraleja de Cuellar: lugar con ayuntamiento de la provincia y diócesis de Segovia (9 leguas) partido judicial de Cuéllar (2 leguas), audiencia territorial de Madrid (24 leguas). Capitanía General de Castilla la Nueva.
- Situación: en terreno llano y algo húmedo; le combaten los vientos N., NO. y O., y su clima es frío padeciéndose por lo común tercianas y cuartanas.
- Edificaciones: tiene unas 60 casas inferiores, distribuidas en diferentes calles y una plaza; hay casa de ayuntamiento que á la par sirve de cárcel, escuela de instrucción primaria, común á ambos sexos, á la que concurren unos 14 alumnos que se hallan á cargo de un maestro dotado con 1,100 y 20 fanegas de centeno que pagan los padres de los niños; y una iglesia parroquial (Sta. María Magdalena), servida por un párroco, cuyo curato es de primer y de provisión real y ordinaria; el cementerio se halla paraje que no ofende la salud pública; y los vecinos se surten de aguas para sus usos de las de varias fuentes esparcidas por el término, y de una que hay dentro del pueblo.
- Término: confina al N. Campaspero; E. Olombrada, S. Frumales y Aldehuela; y O. Lovingos y Fuentes, se extiende 1 y 1/2 leguas por N., 1/2 por E. y S., y 1/4 por O. Comprende, un cercado de 2 obradas de terreno con bastantes pies de olmo negrillo, y 2 alamedas de dominio particular, con 80 de álamo blanco.
- Terreno: el terreno es de mediana calidad.
- Caminos: los que dirigen a los pueblos limítrofes en mal estado.
- Correo: se recibe de Cuéllar por los mismos interesados, los lunes, jueves y sábados, y salen los domingos, miércoles y sábados.
- Producción: trigo, cebada, centeno, avena, garbanzos, otras legumbres y rubia; mantiene ganado churro y vacuno, y cría alguna caza de liebres, conejos y perdices.
- Industria: la agrícola y 2 o 3 telares de lienzos y bastos del país.
- Comercio: está reducido a la exportación de los granos sobrantes y rubia.
- Población: 51 vecinos, 201 almas.
- Capital Imponible: 18,653 reales.
- Contribución: según el cálculo general y oficial de la provincia 20’72 por 100.

## Geografía humana

### Demografía
| Gráfica de evolución demográfica de Moraleja de Cuéllar entre 1842 y 1970 |
| |
| Población de derecho según los censos de población del INE Población de hecho según los censos de población del INEEntre el censo de 1981 y el anterior, este municipio desaparece porque se integra en el municipio 40149 (Olombrada) |

| 67            | 62 | 62 | 56 | 48 | 46 | 52 | 51 | 38 | 37 | 32 | 30 |
| (Fuente: INE) |    |    |    |    |    |    |    |    |    |    |    |